# Banmian
Banmian är en köping i sydöstra Kina. Den ligger i Youxi härad i staden Sanming i provinsen Fujian, omkring 120 kilometer väster om provinshuvudstaden Fuzhou. Antalet invånare är 26 585. Befolkningen består av 12 705 kvinnor och 13 880 män. Barn under 15 år utgör 13,0 %, vuxna 15-64 år 75 %, och äldre över 65 år 10,0 %.